# Mappemonde (René-Yves Creston)
Pour les articles homonymes, voir Mappemonde.
La Mappemonde est une œuvre crée vers 1930 par l'artiste et ethnologue René-Yves Creston, et fabriquée par la faïencerie Henriot. Il s'agit d'un globe terrestre en faïence de Quimper rendant hommage aux explorateurs bretons. Réalisée en différentes tailles, la version d'1,60 m de diamètre est une des pièces maîtresses du pavillon breton à l'Exposition universelle de 1937. Elle constitue l'une des expressions du mouvement des Seiz Breur dans le domaine de la céramique.

## Histoire
Un premier modèle, de petites dimensions, est fabriqué pour l'Exposition coloniale internationale de 1931, et exposé en 1934 à la galerie Charpentier à Paris. Son succès à l'exposition coloniale a incité l'État a passer une commande pour le Secrétariat d'État à la marine, qu'Ambroise Guellec a fait remettre dans son bureau quand il a été secrétaire d'État à la mer dans les années 1980. 
Une version unique d'un diamètre d'1,60 m de diamètre a été réalisée pour l'Exposition universelle de 1937 et a nécessité beaucoup de travail à la manufacture Henriot. Sa fabrication a en effet pris 5 mois et a nécessité la construction d'un four spécial de 5 m de haut et 1,80 m de diamètre. 
Après l'exposition, elle est vendue à Robert Mond qui l'installe dans le château de son épouse Lady Mond à Belle-Isle-en-Terre, où elle est détruite par des enfants qui jouent au ballon avec.

## Description
Il s'agit d'un globe de faïence blanc, avec les contours des continents bleus, et les noms des mers et des continents écrits en breton. Sur toute la surface figurent le nom de missionnaires, marins et découvreurs bretons comme Jacques Cartier, Jean Coatanlem ou Jacques Cassard, et l'équateur est ceint de la devise « Partout ou le Soleil passe, le Breton passe ».
Les exemplaires de petite taille ont une monture en bois de palissandre dans laquelle est installée un encrier, et un axe en laiton. Le musée de la Faïence de Quimper en conserve des exemplaires en deux tailles, dont un de 50 cm de diamètre.
L'exemplaire unique d'1,60 m, lui aussi en faïence, était en relief et atteignait les 3 m avec le piédestal.